# Extension (géologie)
Une extension en géodynamique est le processus tectonique de déformation de structures géologiques, issues de l’étirement de la croûte terrestre ou de la lithosphère d’un corps planétaire.
La tectonique en extension fait partie des trois régimes tectoniques observés en géodynamique, avec celui de la tectonique de chevauchement (en) qui traduit des déformations compressives et de la tectonique coulissante (décrochement, transtension, bassin en pull-apart).

## Styles de déformation
Les types de structure et de géométrie formées lors d'une extension dépendent de la quantité d'étirement. L'étirement est généralement désigné par le paramètre β, appelé facteur bêta (ou beta factor), où :
- {\displaystyle \mathrm {B} ={t0 \over t1}}

Où t0 est l'épaisseur initiale de la croûte et t1 son épaisseur finale.

### Facteur bêta faible
Dans les zones d'étirement crustal relativement faible, les structures dominantes sont des failles normales à angle élevé à modéré, avec des hémi-grabens (ou demi-graben) et des blocs basculés.

### Facteur bêta élevé
Dans les zones d'étirement crustal élevé, les failles normales peuvent s'inscrire dans des plans de pendage si élevé qu'elles ne peuvent plus rester actives et de nouvelles failles apparaissent.

### Marges passives
Au niveau des marges passives, un ensemble spécifique de structures d'extension peut se former. De grands failles listriques régionales à pendage vers l'océan se développent alors avec des anticlinaux rollovers et grabens connexes. Sur certaines marges, comme celle du delta du Niger, de grandes failles contra-régionales se sont formées, avec un pendage vers le continent, formant ainsi de vastes mini-bassins de grabens.

## Environnements géologiques d'extension tectonique
Les zones de tectonique par extension sont généralement associées aux :

Bloc-diagramme représentant des failles normales qui se regroupent en une succession horst/graben, structure géologique typique liée au rift (direction de l'extension indiquée par les flèches rouges).

### Zones de rift
Les rifts sont des zones linéaires d'extension de la croûte continentale et correspondent au stade primordial de l'océanisation. Leurs largeurs varie de l'ordre de 100 km à quelques milliers de km. Dans chaque segment de rift, une polarité (direction du pendage) prédomine en général, donnant une géométrie en demi-graben (ou hémi-graben). Des blocs basculés et complexes à noyau métamorphique y sont généralement associés.

### Limites de plaque divergentes
Les limites des plaques divergentes sont des zones d'extension active ou la croûte océanique nouvellement formée dans les processus de dorsales océaniques se trouve impliquée dans l'accrétion et l'ouverture de l'océan.

### Mouvements gravitaires
Les zones de croûte épaissie, telles que celles formées lors de collisions continent-continent, ont tendance à s'étendre latéralement. Cette propagation se produit même lorsque l'événement de collision est toujours en cours. Une fois la collision terminée, la zone de croûte épaissie subit généralement un effondrement gravitaire souvent accompagné de la formation de très grandes failles normales.
Par exemple, une extension Dévonienne importante eut lieu à fin de l'orogenèse calédonienne, en particulier dans l'est du Groenland et à l'ouest de la Norvège,.

### Relâchement des contraintes le long des failles décrochantes
Lorsque des failles décrochantes sont décalées le long d'une zone de faille (failles en échelon), un espace (une sorte de virage à gauche dans le cas d'une faille sénestre) d'extension ou de transtension est généré. Ces "coudes" d'accommodation forment souvent des bassins en pull-apart ou rhombochasmes.
De tels exemples sont visibles au niveau de la Mer Morte (formée sur un décalage sénestre du système transformant de la mer morte), ou de la Mer de Marmara (formée sur un décalage dextre de la faille nord-anatolienne).

### Bassins d'arrière-arc
Les bassins d'arrière-arc se forment derrière de nombreuses zones de subduction en raison du roll-back des plaques plongeantes au niveau des tranchées océaniques. Ce phénomène mène à une zone d'extension parallèle à l'arc insulaire.

### Marges passives
Une marge passive comprenant une couche à la rhéologie plus faible (en général mudstone ou sel), a tendance à s'étendre latéralement sous son propre poids. La partie intérieure du prisme sédimentaire est affectée par des processus d'extension, compensés par un raccourcissement extérieur.